# Lista de políticos de Bariri
Esta é a lista de prefeitos e vice-prefeitos do município de Bariri, estado brasileiro de São Paulo.
Bariri foi nascida e ocupada inicialmente pelos índios, a região de Bariri teve sua ocupação de origem europeia iniciada em 1833, com a formação do sítio do Tietê e do bairro do Tietê. Em 1838, um dos moradores locais, João Leme da Rosa, doou terras para a construção da capela de Nossa Senhora das Dores. O local passou, então, a ser conhecido como Povoação de Nossa Senhora das Dores do Sapé, nome que foi alterado posteriormente para "Sapé do Jaú". Em 1890, tornou-se município com seu nome atual, Bariri. Nessa época, iniciou-se uma intensa imigração de italianos, sírios, espanhóis e portugueses para o município. A partir de 1910, o município cresceu com o cultivo de café. O crescimento intensificou-se com a inauguração da usina hidrelétrica em 1965.
O cargo de prefeito foi criado em 11 de abril de 1835, pela assembleia provincial paulista, em reação aos amplos poderes conferidos pelo Código de Processo Criminal de 1832 às câmaras municipais. Seguiram o exemplo paulista seis províncias do nordeste brasileiro (Alagoas, Ceará, Maranhão, Paraíba, Pernambuco e Sergipe).
Sob a vigente ordem constitucional, essa designação é dada ao funcionário público do Poder Executivo municipal, que exerce seu cargo em função de uma legislatura (mandato), sendo para tanto eleito a cada quatro anos, podendo ser reeleito por mais 4 anos (segundo mandato).
Funções
O poder executivo municipal chefia a administração e comanda os serviços públicos, tendo como comandante o prefeito.
A partir da constituição brasileira de 1934, o cargo de prefeito passou a ser o único, em todo o Brasil, ao qual estão atribuídas as funções de chefe do poder executivo do governo local, em simetria aos chefes dos executivos da União e do estado, portanto, em forma monocrática. Este texto quer dizer que deverá haver harmonia e integração de ação entre as esferas envolvidas sem a intervenção de uma na outra, exceto nos casos previstos na Constituição Federal.
Eleições
O prefeito é eleito por sufrágio universal, secreto, direto, em pleito simultâneo em todo o País, realizado a cada quatro anos, no primeiro domingo de outubro.
E trinta dias após tem lugar o segundo turno, se o eleito em primeiro lugar não atingir 50% dos votos válidos mais um voto, no caso de municípios com mais de duzentos mil eleitores.
Conforme a legislação eleitoral atual no Brasil para tornar-se elegível, exige-se uma série de requisitos;
- Possuir nacionalidade brasileira ou portuguesa (neste caso, o cidadão português deve se encontrar amparado pelo Estatuto de Igualdade entre Portugueses e Brasileiros),
- Título de eleitor em dia e estar em gozo pleno do exercício dos direitos políticos,
- Domicilio eleitoral na circunscrição na qual o candidato se apresenta,
- Filiação partidária,
- Ser alfabetizado (tópico invalidado pela atual constituição brasileira de 1988),
- Desincompatibilização de cargo público — Se ocupa um cargo público deve sair seis meses antes das eleições e voltar caso possa só após seis meses ao pleito eleitoral,
- Renúncia de outro mandado até seis meses antes do pleito e não ser parente afim ou consangüíneo, até segundo grau, ou cônjuge de titular de cargo eletivo; pode, entretanto, ser candidato à reeleição (artigo 14 da Constituição),
- Ter idade mínima de 21 anos.

## Sede oficial da prefeitura
O Paço Municipal 16 de junho fica localizado no centro da cidade e, além de abrigar o Poder Executivo municipal, também é sede da Câmara Municipal, situada no segundo andar do edifício.

## Lista de governantes

#### Intendentes municipais
| Nº | Prefeito                    | Imagem | Partido                            | Início do mandato | Fim do mandato | Observações                                                     |
| 1  | Jonas Gonçalves Gonzaga     |        | Partido Republicano Paulista (PRP) | 1894              | 1894           |                                                                 |
| 2  | Francisco Pires de Almeida  |        | Partido Republicano Paulista (PRP) | 1895              | 1895           |                                                                 |
| 3  | Domingos Bonatelli          |        | Partido Republicano Paulista (PRP) | 1896              | 1897           |                                                                 |
| 4  | Antônio Ferreira de Paiva   |        | Partido Republicano Paulista (PRP) | 1898              | 1898           |                                                                 |
| 5  | Godofredo Silveira Martins  |        | Partido Republicano Paulista (PRP) | 1899              | 1899           |                                                                 |
| 6  | Septímio Vaz de Mello       |        | Partido Republicano Paulista (PRP) | 1900              | 1900           |                                                                 |
| 7  | Godofredo Silveira Martins  |        | Partido Republicano Paulista (PRP) | 1901              | 1901           |                                                                 |
| 8  | Cândido Martins             |        | Partido Republicano Paulista (PRP) | 1902              | 1902           |                                                                 |
| 9  | Otaviano Toledo Piza        |        | Partido Republicano Paulista (PRP) | 1903              | 1903           |                                                                 |
| 10 | Sebastião Teixeira          |        | Partido Republicano Paulista (PRP) | 1904              | 1904           |                                                                 |
| 11 | Domingos Bonatelli          |        | Partido Republicano Paulista (PRP) | 1905              | 1906           |                                                                 |
| 12 | Antônio Mariano Gonçalves   |        | Partido Republicano Paulista (PRP) | 1907              | 1907           |                                                                 |
| —  | Lúcio Gonçalves de Oliveira |        | Partido Republicano Paulista (PRP) | 1907              | 1907           | Vice-intendente nomeado a intendente após a renúncia do titular |

#### Prefeitos municipais
| Nº                             | Prefeito                                                                  | Imagem                 | Partido                                                                              | Vice-Prefeito                            | Início do mandato                   | Fim do mandato                                  | Observações                                                                                     |
| 1                              | Godofredo Silveira Martins                                                |                        | Partido Republicano Paulista (PRP)                                                   |                                          | 1908                                | 1909                                            | Prefeito e vice eleitos                                                                         |
| 2                              | Antônio Augusto Pacheco                                                   |                        | Partido Republicano Paulista (PRP)                                                   |                                          | 1909                                | 1910                                            | Prefeito e vice eleitos                                                                         |
| 3                              | Felício Oréfice                                                           |                        | Partido Republicano Paulista (PRP)                                                   |                                          | 1910                                | 1911                                            | Prefeito e vice eleitos                                                                         |
| 4                              | Antônio Augusto Pacheco                                                   |                        | Partido Republicano Paulista (PRP)                                                   |                                          | 1911                                | 1912                                            | Prefeito e vice eleitos                                                                         |
| 5                              | José Correia da Rocha                                                     |                        | Partido Republicano Paulista (PRP)                                                   |                                          | 1912                                | 1913                                            | Prefeito e vice eleitos                                                                         |
| 6                              | Sebastião Teixeira                                                        |                        | Partido Republicano Paulista (PRP)                                                   |                                          | 1913                                | 1914                                            | Prefeito e vice eleitos                                                                         |
| —                              | Paulo Maciel de Barros                                                    |                        | Partido Republicano Paulista (PRP)                                                   |                                          | 1914                                | 1915                                            | Vice-prefeito em exercício                                                                      |
| 7                              | Manoel de Rezende                                                         |                        | Partido Republicano Paulista (PRP)                                                   |                                          | 1916                                | 1917                                            | Prefeito e vice eleitos                                                                         |
| 8                              | Paulo Maciel de Barros                                                    |                        | Partido Republicano Paulista (PRP)                                                   |                                          | 1918                                | 1919                                            | Prefeito e vice eleitos                                                                         |
| 9                              | Onofre Pacheco de Almeida Sampaio                                         |                        | Partido Republicano Paulista (PRP)                                                   |                                          | 1920                                | 1920                                            | Prefeito e vice eleitos                                                                         |
| 10                             | José de Azevedo Pinheiro                                                  |                        | Partido Republicano Paulista (PRP)                                                   |                                          | 1921                                | 1926                                            | Prefeito e vice eleitos                                                                         |
| 11                             | Firmino Pires de Campos                                                   |                        | Partido Republicano Paulista (PRP)                                                   |                                          | 1927                                | 1928                                            | Prefeito e vice eleitos                                                                         |
| 12                             | Alberto Coelho                                                            |                        | Partido Republicano Paulista (PRP)                                                   |                                          | 1929                                | 1929                                            | Prefeito e vice eleitos                                                                         |
| —                              | Gabriel Laguerra                                                          |                        | Partido Republicano Paulista (PRP)                                                   |                                          | 1929                                | 1929                                            | Vice-prefeito em exercício                                                                      |
| —                              | Alberto Coelho                                                            |                        | Partido Republicano Paulista (PRP)                                                   |                                          | 1930                                | 1930                                            |                                                                                                 |
| 13                             | Antônio Augusto Pacheco                                                   |                        | —                                                                                    | —                                        | 1930                                | 1930                                            | Governador Municipal                                                                            |
| 14                             | Pedro Regina Sobrinho                                                     |                        | —                                                                                    | —                                        | 1930                                | 1931                                            | Interventor nomeado                                                                             |
| 15                             | Manoel Olegário da Costa                                                  |                        | —                                                                                    | —                                        | 1932                                | 1932                                            | Interventor nomeado                                                                             |
| 16                             | Sebastião Negrão                                                          |                        | —                                                                                    | —                                        | 1933                                | 1934                                            | Interventor nomeado                                                                             |
| 17                             | Carlos Balthazar de Azevedo                                               |                        | —                                                                                    | —                                        | 1935                                | 1935                                            | Interventor nomeado                                                                             |
| 18                             | Euclydes Gabriel Correa                                                   |                        | —                                                                                    | —                                        | 1936                                | 1937                                            | Interventor nomeado                                                                             |
| 19                             | Benedito Gomes                                                            |                        | —                                                                                    | —                                        | 1938                                | 1938                                            | Interventor nomeado                                                                             |
| 20                             | Sady Fernandes da Silva                                                   |                        | —                                                                                    | —                                        | 1939                                | 1945                                            | Interventor nomeado                                                                             |
| —                              | Ely Quadros                                                               |                        |                                                                                      |                                          | 1945                                | 1945                                            | Prefeito interino                                                                               |
| 21                             | Evaristo Gonçalves                                                        |                        | —                                                                                    | —                                        | 1945                                | 1946                                            | Prefeito nomeado                                                                                |
| 22                             | Ruy Fagundes de Almeida                                                   |                        | —                                                                                    | —                                        | 1947                                | 1947                                            | Prefeito nomeado                                                                                |
| 23                             | Carmine Ferro Primo                                                       |                        | —                                                                                    | —                                        | 1947                                | 1947                                            | Prefeito nomeado                                                                                |
| 24                             | Antônio Galízia                                                           |                        |                                                                                      | —                                        | 1948                                | 1951                                            | Prefeito eleito                                                                                 |
| 25                             | José Masson                                                               |                        | União Democrática Nacional (UDN)                                                     |                                          | 1952                                | 1952                                            | Prefeito eleito                                                                                 |
| —                              | Carmine Ferro Primo                                                       |                        | União Democrática Nacional (UDN)                                                     | —                                        | 1953                                | 1953                                            | Vice-prefeito em exercício                                                                      |
| —                              | José Masson                                                               |                        | União Democrática Nacional (UDN)                                                     |                                          | 1953                                | 1955                                            | Prefeito eleito                                                                                 |
| 26                             | Domingos Antônio Fortunato                                                |                        | Partido Social Progressista (PSP)                                                    |                                          | 1956                                | 1959                                            | Prefeito eleito                                                                                 |
| 27                             | José Jorge Resegue                                                        |                        | Partido Trabalhista Brasileiro (PTB)                                                 |                                          | 1960                                | 1962                                            | Renunciou ao cargo e elegeu-se deputado                                                         |
| —                              | José Omar Giacone                                                         |                        | Partido Trabalhista Brasileiro (PTB)                                                 |                                          | 1963                                | 1963                                            | Vice-prefeito nomeado a prefeito após a renúncia do titular                                     |
| Regime Militar (1964-1985)     |                                                                           |                        |                                                                                      |                                          |                                     |                                                 |                                                                                                 |
| 28                             | Alcides Matiuzzo                                                          |                        | Partido Social Democrático (PSD)/ Movimento Democrático Brasileiro (MDB)             |                                          | 1.º de janeiro de 1964              | 1.º de fevereiro de 1969                        | Prefeito e vice eleitos em sufrágio universal                                                   |
| 29                             | Domingos Antônio Fortunato                                                |                        | Aliança Renovadora Nacional (ARENA)                                                  |                                          | 1.º de fevereiro de 1969            | 1.º de fevereiro de 1973                        | Prefeito e vice eleitos em sufrágio universal                                                   |
| 30                             | Accácio Masson                                                            |                        | Movimento Democrático Brasileiro (MDB)                                               |                                          | 1.º de fevereiro de 1973            | 1.º de fevereiro de 1977                        | Prefeito e vice eleitos em sufrágio universal                                                   |
| 31                             | Domingos Antônio Fortunato Júnior                                         |                        | Aliança Renovadora Nacional (ARENA)/ Partido Democrático Social (PDS)                |                                          | 1.º de fevereiro de 1977            | 1.º de fevereiro de 1983                        | Prefeito e vice eleitos em sufrágio universal                                                   |
| 32                             | José Aparecido de Araújo                                                  |                        | Partido Democrático Social (PDS)/ Partido do Movimento Democrático Brasileiro (PMDB) |                                          | 1.º de fevereiro de 1983            | 31 de dezembro de 1988                          | Prefeito e vice eleitos em sufrágio universal                                                   |
| Nova República (1985-presente) |                                                                           |                        |                                                                                      |                                          |                                     |                                                 |                                                                                                 |
| 33                             | Domingos Antônio Fortunato Júnior                                         |                        | Partido Democrático Social (PDS)                                                     |                                          | 1.º de janeiro de 1989              | 31 de dezembro de 1992                          | Prefeito e vice eleitos em sufrágio universal                                                   |
| 34                             | José Aparecido de Araújo                                                  |                        | Partido do Movimento Democrático Brasileiro (PMDB)                                   |                                          | 1.º de janeiro de 1993              | 31 de dezembro de 1996                          | Prefeito e vice eleitos em sufrágio universal                                                   |
| 35                             | José Cláudio dos Santos                                                   |                        | Partido do Movimento Democrático Brasileiro (PMDB)                                   | José Augusto Barbosa Cava (PSDB)         | 1.º de janeiro de 1997              | 8 de abril de 1997                              | Prefeito e vice eleitos em sufrágio universal                                                   |
| —                              | José Augusto Barbosa Cava                                                 |                        | Partido da Social Democracia Brasileira (PSDB)                                       | —                                        | 8 de abril de 1997                  | 10 de maio de 1997                              | Vice-prefeito em exercício                                                                      |
| —                              | José Cláudio dos Santos                                                   |                        | Partido do Movimento Democrático Brasileiro (PMDB)                                   | —                                        | 10 de maio de 1997                  | 31 de dezembro de 2000                          | Prefeito eleito retorna ao cargo                                                                |
| 36                             | Francisco Leoni Neto                                                      |                        | Partido Trabalhista Brasileiro (PTB)/ Partido da Social Democracia Brasileira (PSDB) | Tereza de Lourdes Camargo (PTB)          | 1.º de janeiro de 2001              | 31 de dezembro de 2004                          | Prefeito e vice eleitos em sufrágio universal                                                   |
| 36                             | Francisco Leoni Neto                                                      | 1.º de janeiro de 2005 | Partido Trabalhista Brasileiro (PTB)/ Partido da Social Democracia Brasileira (PSDB) | Tereza de Lourdes Camargo (PTB)          | 31 de dezembro de 2008              | Prefeito e vice reeleitos em sufrágio universal |                                                                                                 |
| 37                             | Benedito Senafonde Mazotti                                                |                        | Partido da Social Democracia Brasileira (PSDB)                                       | Rubens Pereira dos Santos (PTB)          | 1.º de janeiro de 2009              | 8 de julho de 2010                              | Prefeito e vice eleitos em sufrágio universal                                                   |
| —                              | Rubens Pereira dos Santos                                                 |                        | Partido Trabalhista Brasileiro (PTB)                                                 | —                                        | 8 de julho de 2010                  | 18 de abril de 2011                             | Vice-prefeito em exercício                                                                      |
| —                              | Benedito Senafonde Mazotti                                                |                        | Partido da Social Democracia Brasileira (PSDB)                                       | —                                        | 18 de abril de 2011                 | 31 de dezembro de 2012                          | Prefeito eleito retorna ao cargo                                                                |
| 38                             | Luis Gonzaga Febraro                                                      |                        | Partido do Movimento Democrático Brasileiro (PMDB)                                   | Deolinda Maria Antunes Marino (PT)       | 1.º de janeiro de 2013              | 17 de maio de 2013                              | Prefeito e vice eleitos, falecido durante o mandato                                             |
| —                              | Deolinda Maria Antunes Marino                                             |                        | Partido dos Trabalhadores (PT)                                                       | —                                        | 17 de maio de 2013                  | 31 de dezembro de 2016                          | Vice-prefeita nomeada a prefeita após a morte do titular                                        |
| —                              | Francisco Leoni Neto (Bariri, 12.12.1965–)                                |                        | Partido da Social Democracia Brasileira (PSDB)                                       | Benedito Senafonde Mazotti (PSDB)        | Prefeito eleito não assumiu o cargo | —                                               | Prefeito eleito não assumiu o cargo. Chapa eleita impugnada pelo TSE                            |
| —                              | Paulo Henrique Barros de Araújo                                           |                        | Partido da Social Democracia Brasileira (PSDB)                                       | —                                        | 1.º de janeiro de 2017              | 23 de abril de 2018                             | Presidente da Câmara Municipal nomeado a prefeito interino. Afastado após prisão em flagrante   |
| —                              | Vagner Mateus Ferreira (Bariri, 20.06.1992–)                              |                        | Partido Social Democrático (PSD)                                                     | —                                        | 23 de abril de 2018                 | 30 de junho de 2018                             | Vice-presidente da Câmara Municipal nomeado a prefeito interino após a prisão de Paulo Henrique |
| 39                             | Francisco Leoni Neto (Bariri, 12.12.1965–)                                |                        | Partido da Social Democracia Brasileira (PSDB)                                       | Maria Pia Betti Pio da Silva Nary (PSDB) | 30 de junho de 2018                 | 31 de dezembro de 2020                          | Prefeito e vice eleitos por eleição suplementar de 03.06.2018                                   |
| 40                             | Abelardo Maurício Martins Simões Filho, Abelardinho (Bariri, 16.09.1987–) |                        | Movimento Democrático Brasileiro (MDB)                                               | Luis Fernando Foloni (Cidadania)         | 1.º de janeiro de 2021              | 15 de novembro de 2023                          | Prefeito e vice eleitos em sufrágio universal. Prefeito cassado por quebra de decoro.           |
| 41                             | Luis Fernando Foloni                                                      |                        | Movimento Democrático Brasileiro (MDB)                                               | —                                        | 16 de novembro de 2023              | 31 de dezembro de 2024                          | Vice-prefeito em exercício devido cassação do prefeito.                                         |
| 41                             | Airton Luis Pegoraro (Bariri, 14.01.1963–)                                |                        | AVANTE                                                                               | Paulo Cesar Andreoli (PSB)               | 1 de janeiro de 2025                | em exercício                                    | Prefeito e vice eleitos por eleição suplementar de 07.10.2024                                   |

## Vereadores eleitos

### 18.ª Legislatura (2021–2024)
Estes são os vereadores eleitos nas eleições de 15 de novembro de 2020, pelo período de 1.º de janeiro de 2021 a 31 de dezembro de 2024:
|   | Nome                                                                       | Partido                                        | Votos | %    | Observações                                                  |
| - | -------------------------------------------------------------------------- | ---------------------------------------------- | ----- | ---- | ------------------------------------------------------------ |
| 1 | Airton Luís Pegoraro (2023-2024) (Bariri, 14.01.1963–)                     | Movimento Democrático Brasileiro (MDB)         | 792   | 5,05 | 2.º mandato                                                  |
| 2 | Francisco Leandro Gonzales (Bariri, 02.10.1982–)                           | Podemos (PODE)                                 | 674   | 4,30 | 2.º mandato                                                  |
| 3 | Ricardo Prearo (Bariri, 26.11.1976–)                                       | Partido Democrático Trabalhista (PDT)          | 639   | 4,08 | 4.º mandato                                                  |
| 4 | Luis Renato Proti, Escadinha (Bariri, 09.07.1976–)                         | Movimento Democrático Brasileiro (MDB)         | 636   | 4,06 | 1.º mandato                                                  |
| 5 | Benedito Antônio Franchini, Ditinho (2021-2022) (Bariri, 26.02.1965–)      | Partido Trabalhista Brasileiro (PTB)           | 536   | 3,42 | 7.º mandato                                                  |
| 6 | Edcarlos Pereira dos Santos, Pastor Edcarlos (Embu das Artes, 18.08.1975–) | Partido da Social Democracia Brasileira (PSDB) | 385   | 2,46 | 2.º mandato                                                  |
| 7 | Julio César Devides, Julinho (Bariri, 08.06.1973–)                         | Cidadania (CIDADANIA)                          | 369   | 2,35 | 1.º mandato                                                  |
| 8 | Myrella Soares da Silva (Jandaia do Sul, 23.10.1981–)                      | Democratas (DEM)                               | 343   | 2,19 | 1.º mandato                                                  |
| 9 | Paulo Egídio Grigolin, Greg (Bariri, 03.03.1965–)                          | Progressistas (PP)                             | 314   | 2,00 | 1.º mandato Licenciado em 14.10.2022 e retorna em 01.03.2024 |
| — | Evandro Antonio Folieni (Bariri, 10.06.1972–)                              | Progressistas (PP)                             | 313   | 2,00 | 2.º mandato Na vaga de Paulo E. Grigolin                     |

### 17.ª Legislatura (2017–2020)
Estes são os vereadores eleitos nas eleições de 2 de outubro de 2016, pelo período de 1.º de janeiro de 2017 a 31 de dezembro de 2020:
|   | Nome                                                         | Partido                                            | Votos | %    | Observações |
| - | ------------------------------------------------------------ | -------------------------------------------------- | ----- | ---- | ----------- |
| 1 | Ricardo Prearo (2019-2020) (Bariri, 26.11.1976–)             | Democratas (DEM)                                   | 835   | 5,02 | 3.º mandato |
| 2 | Benedito Antonio Franchini, Ditinho (Bariri, 26.02.1965–)    | Partido Trabalhista Brasileiro (PTB)               | 807   | 4,85 | 6.º mandato |
| 3 | Armando Perazzelli (Igaraçu do Tietê, 27.08.1952–)           | Partido Verde (PV)                                 | 525   | 3,15 | 1.º mandato |
| 4 | Evandro Antônio Folieni (Bariri, 10.06.1972–)                | Partido da Social Democracia Brasileira (PSDB)     | 487   | 2,93 | 1.º mandato |
| 5 | Maria Pia Betti Pio da Silva Nary (Bariri, 14.05.1980–)      | Partido da Social Democracia Brasileira (PSDB)     | 484   | 2,91 | 1.º mandato |
| 6 | Paulo Henrique Barros de Araújo (2017) (Bariri, 06.04.1984–) | Partido da Social Democracia Brasileira (PSDB)     | 478   | 2,87 | 1.º mandato |
| — | Celiza Luisa Fanton Bollini (Bariri, 05.08.1959–)            | Partido Verde (PV)                                 | 438   | 2,63 | 1.º mandato |
| 7 | Francisco Leandro Gonzalez (Bariri, 02.10.1982–)             | Partido Popular Socialista (PPS)                   | 435   | 2,61 | 1.º mandato |
| — | Rubens Pereira dos Santos, Rubinho (Itaju, 04.05.1959–)      | Partido da Social Democracia Brasileira (PSDB)     | 424   | 2,55 | 1.º mandato |
| 8 | Vagner Mateus Ferreira, Vaguinho (Bariri, 20.06.1992–)       | Partido Social Democrático (PSD)                   | 366   | 2,20 | 1.º mandato |
| — | Laudenir Leonel de Souza (Bariri, 09.08.1971–)               | Partido Social Democrático (PSD)                   | 352   | 2,12 | 1.º mandato |
| 9 | Luís Carlos de Paula, Paraná (Bariri, 18.09.1959–)           | Partido do Movimento Democrático Brasileiro (PMDB) | 348   | 2,09 | 1.º mandato |

### 16.ª Legislatura (2013–2016)
Estes são os vereadores eleitos na eleições de 7 de outubro de 2012, pelo período de 1.º de janeiro de 2013 a 31 de dezembro de 2016:

## Legenda
| cor  | significado          |
| Bege | Presidente da Câmara |
| Azul | Suplente             |